# NGC 105
NGC 105 è una galassia a spirale situata nella costellazione dei Pesci.
La sua distanza dal nostro sistema solare è stimata in 240 milioni di anni luce e ha una magnitudine apparente di 14,1.
La galassia è stata scoperta il 15 ottobre 1884 dall'astronomo francese Édouard Stephan. NGC 105 presenta una larga riga a 21 cm dell'idrogeno neutro.
Nelle immagini, a fianco di NGC 105 è visibile un'altra galassia PGC 212515, molto più lontana e di cui si conosce poco.

## Supernove
Nella galassia NGC 105 sono state osservate due supernove: SN 1997cw e SN 2007A.

### SN 1997cw
La supernova, di tipo Ia e magnitudine 16,5, è stata scoperta il 10 luglio 1997 da Q.-y. Qiao, Y.-l. Qiu, W.-d. Li, W. Zhou et J.-y. Hu Q.-y. Qiao, Y.-l. Qiu, W.-d. Li, W. Zhou and J.-y. Hu..

### SN 2007A
La supernova, di tipo Ia e magnitudine 16,  è stata scoperta il 2 gennaio 2007 congiuntamente da D. Madison e W. Li nel corso del programma LOSS/KAIT (Lick Observatory Supernova Search dell'Osservatorio Lick e The Katzman Automatic Imaging Telescope dell'Università della California - Berkeley, oltre che dagli astronomi amatoriali americani Tim Puckett e Tom Orff.